# Зедер — голоса с того света
«Зедер», также известный как «Зедер — голоса с того света» (англ. Zeder, также англ. Revenge of the Dead — «Месть Мертвеца») — итальянский фильм ужасов 1983 года режиссёра Пупи Авати.

## Сюжет
Молодой писатель Стефано получил от своей жены Алессандры в подарок ко дню рождения старинную пишущую машинку. Изучая презент, Стефано обнаружил, что на пишущей ленте отпечатались буквы — это рассказ учёного Паоло Зедера о К-зонах — местах, где смерти не существует. Зедер считал, что человек, похороненный в К-зоне, должен воскреснуть.
Стефано заинтересовался этой историей и начал самостоятельное расследование. Оно привело его в огромное поместье, с виду совершенно заброшенное, однако окружённое забором под напряжением. Проникнув внутрь, писатель нашёл многочисленные мониторы слежения, показывающие, как Паоло Зедер, лежащий в гробу, возвращается к жизни.
Люди, проводившие эксперимент по воскрешению, хотели сохранить всё в тайне. Писателю удалось от них ускользнуть, но они убили его жену. И тогда Стефано похоронил Алессандру в К-зоне на территории поместья. А ночью она вернулась…

## В ролях
| Актёр              | Роль             |
| ------------------ | ---------------- |
| Габриеле Лавиа     | Стефано          |
| Анн Кановас        | Алессандра       |
| Паола Танциани     | Габриэлла Гудман |
| Чезаре Барбетти    | доктор Мейер     |
| Боб Тонелли        | мистер Биг       |
| Фердинандо Орланди | Джованни         |